# Playa de San Martín
Playa de San Martín är en strand i Spanien.   Den ligger i provinsen Provincia de Pontevedra och regionen Galicien, i den nordvästra delen av landet, 500 km väster om huvudstaden Madrid. Playa de San Martín ligger på ön Illa Boceiro.